# Acianthera melachila
Acianthera melachila es una especie de orquídea originaria de Río de Janeiro, Brasil. 

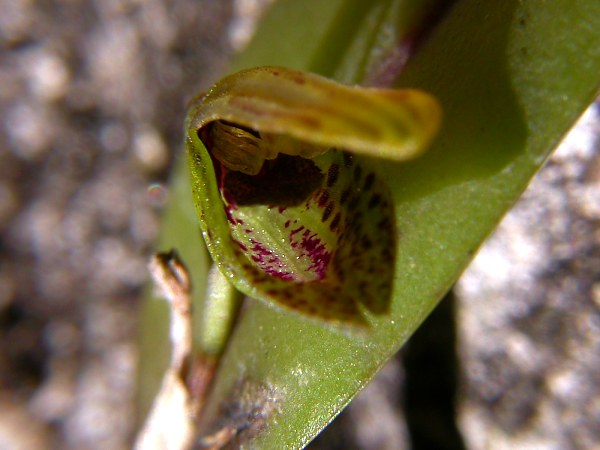
Flor

## Descripción
E una orquídea reptante que tiene rizomas robustos y la longitud del tallo es variable al igual que la anchura de las hojas. Sus flores son igualmente variables. Las flores pueden ser totalmente verdes o púrpuras. El sépalo dorsal es generalmente transparente con tres listas de color púrpura en la base y es más grueso y de color púrpura en el tercio apical. Los pétalos son lanceolados, siempre transparentes, con tres líneas de color púrpura, el labio es verrugoso, estrecho, en su mayoría de color púrpura. Es una especie de alianza de Acianthera saundersiana , de la que es un poco difícil de separar, por lo general las flores de A. melachila tienen más sépalos verdosos, púrpura manchados de forma irregular y sépalos dorsales más cortos que forman un ángulo suave por la mitad.

## Taxonomía
Acianthera melachila fue descrita por (Barb.Rodr.) Luer y publicado en Monographs in systematic botany from the Missouri Botanical Garden 95: 254. 2004.
Etimología
Acianthera: nombre genérico que es una referencia a la posición de las anteras de algunas de sus especies.
melachila: epíteto latino que significa "labelo oscuro".
Sinonimia
- Pleurothallis melachila Barb.Rodr.	[4][5]